# Beilrode
Beilrode es un municipio situado en el distrito de Sajonia Septentrional, en el estado federado de Sajonia (Alemania), a una altitud de 82 metros. Su población a finales de 2016 era de unos 4200 habitantes y su densidad poblacional, 46 hab/km².